# 阿南村
阿南村（あなんむら）は、大分県大分郡にあった村。現在の由布市の一部にあたる。

## 地理
大分川左岸の支流・小挾間川流域に位置していた。

## 歴史
- 1889年（明治22年）4月1日、町村制の施行により、大分郡東長宝村、西長宝村、櫟木村、小挾間村、東大津留村、南大津留村、西大津留村、北大津留村が合併して村制施行し、阿南村が発足[1][2]。旧村名を継承した東長宝、西長宝、櫟木、小挾間、東大津留、南大津留、西大津留、北大津留の8大字を編成[2]。
- 1954年（昭和29年）11月1日、大分郡東庄内村、西庄内村、南庄内村、阿蘇野村と合併し、庄内村を新設して廃止された[1][2]。

## 産業
- 農業